# The Wedding Song
The Wedding Song je americký němý film, drama z roku 1925, které režíroval Alan Hale. V hlavních rolích se představili Leatrice Joy, Robert Ames a Charles K. Gerrard. Film je natočen podle stejnojmenného románu od Ethel Watts Mumford.

## Děj
Mladý lovec perel poprvé opouští svůj rodný ostrov, aby odcestoval do San Francisca a prodal své jmění – perly z Jižního moře. Na lodi do San Francisca se seznámí se ženou, která je členkou gangu podvodníků, kteří se vydávají za její příbuzné. Lovec perel se s ní ožení, ale ona i její společníci mají zájem jen o jeho perly. Po sérii dobrodružství, při kterých je žena postřelena, si uvědomí, že svého manžela skutečně miluje. Včas ho varuje před spiknutím, které ho má připravit o život, a oba se nakonec usmíří.

## Obsazení
- Leatrice Joy jako Beatrice Glynn
- Robert Ames jako Hayes Hallan
- Charles K. Gerrard jako Paul Glynn
- Ruby Lafayette jako matka
- Rosa Rudami jako Ethea
- Jack Curtis jako George Pappadoulos
- Clarence Burton jako kapitán Saltus
- Gertrude Claire jako babička
- Ethel Wales jako teta
- Gladden James jako Jeffrey King
- Casson Ferguson jako Madison Melliah